# Erich Mauritius
Erich Mauritius (auch: Muritz, Moritz; * 10. August 1631 in Itzehoe; † 10. September 1691 in Wetzlar) war ein deutscher Rechtswissenschaftler.

## Leben
Geboren als Sohn des gleichnamigen Bürgermeisters von Itzehoe, besuchte er mit zwölf Jahren das Gymnasium in Hamburg. Hier erhielt er Grundlagen in den Sprachen, in der Philosophie und anderen Wissenschaften vermittelt, so dass er eine Hochschule besuchen konnte. Am 23. Dezember 1648 bezog er die Universität Wittenberg, wo er von Augustin Strauch und Gottfried Suevus der Ältere unterstützt wurde, ein Studium der Rechtswissenschaften einzuschlagen. Bald aber wechselte er an die Brandenburgische Universität Frankfurt, wo er in Johann Brunnemann einen Lehrer fand. Nachdem er 1650 auch die Universität Leipzig und die Universität Jena besucht hatte, ging er 1651 an die Hessische Ludwigs-Universität Gießen zu Georg Tülsner (1600–1672).
1653 wechselte er an die Ruprecht-Karls-Universität Heidelberg, wo er noch die Vorlesungen von Johann Wurmser und Wolfgang Adam Lauterbach besuchte. 1654 erwarb sich Mauritius dort das Lizentiat der Rechte. Durch den Kontakt seines Vaters, wurde er als Reisebegleiter der Prinzen Hans Adolf und Karl Heinrich von Schleswig-Holstein-Sonderburg-Plön angestellt, mit denen er nach Wien, Ungarn, Böhmen, Sachsen und Paris reiste. Dann reiste er allein nach England, wo er sich vor allem in Oxford aufhielt, war in Italien an der Universität Padua und besuchte die Niederländischen Universitäten in Löwen, Leiden, Utrecht und Groningen.
Ab 1659 hielt er Privatvorlesungen in Heidelberg und wurde 1660 als ordentlicher Professor des Staats und Lehnrechts an die Universität Tübingen berufen. Dazu erwarb er sich dort den akademischen Grad eines Doktors der Rechte und hatte mit der Übernahme der Professur zugleich eine Beisitzerstelle am höchsten Gericht übernommen. 1665 wechselte Mauritius als Ordinarius der juristischen Fakultät an die Neugegründete Universität Kiel. 1671 (am 8. Januar 1682) wurde er vom Schwäbischen Kreis als Assessor des Reichskammergerichtes präsentiert, ging im Folgejahr nach Speyer und 1689 nach Frankfurt am Main. Die damaligen militärischen Auseinandersetzungen mit den Franzosen, zwangen ihn, seine Habe nach Wetzlar zu bringen, wo er starb. Mauritius hatte sich 1667 mit einer Tochter des Schleswig-Holsteinischen Landkanzlers Johann Christoph Schönbach verheiratet. Sie verstarb jedoch schon nach zwei Jahren und hinterließ keine Kinder.

## Werkauswahl
- Dissert. De Legibus. Wittenberg
- Dissert. De abolitione. Gießen 1652
- Positiones juris controversae. Tgen 1654
- Diss. de Nobiliate, in primis Germanica. Tübingen 1660
- Diss. de citatione, quam vocant, ad ressumendum. Tübingen 1660
- Dissert. De denunciatione Sagarum, iisque, quae ad eam recte intelligendam faciunt. Tübingen 1664
- Positionum juris feudalis controversi Decades XVL. Tübingen 1665, Kiel 1673
- Dissert. De Imperii Recessibus. Tübingen 1664, 1687, 1691
- Specimen de principiis juris publici, Germanici in primis. Tübingen 1665
- Oratio in laudem Friderici, et Christiani Alberti, Dacum Holstatiae. Kiel 1666
- Oratio de honorum academicorum orgine. Kiel 1666
- Positiones selectiores de libris juris communis. Kiel 1666
- Dissert de S. Caesareae Maiestatis et Imperii Judicio aulico, vom Kaiserlichen Reichshofrate. Kiel 1666
- Dissert. De Judicio Rothwilensi, vom kaiserlichen Hofgerichte zu Rotweil. Kiel 1666
- Diss. de S. R. Germanici Imperii Matricula. Kiel 1667
- Diss. de origine Electorum et comitiis Electoralibus, vulgo Wahltägen. Kiel 1667
- Diss. De vitae defensionis fauore. Kiel 1667
- Miscellaneae aliquot juris positiones. Kiel 1668
- Diss. De potestate Principis, Lege regia, et jurisdictione. Kiel 1668
- Diss. De jure interuentionis. Kiel 1669
- Consiliorum Chiloniensium Specimen, five Responsa de Jure XXX. Quae nomine Collegii Ictorum, quaedam etiam suo, in Academia Chiloniensi conscripsit, Accedunt eorum, quae edi nondum potuerunt, loco XII. Alia eiusdem Autoris, olim nomine celebertimae Facultatis juridicae, in illustri Germaniae Academia, cum ibi jus doceret, judici, vel partibus reddita. Kiel 1669
- Epistola ad Joh. Christ. L. B. a. Boineburg de itinere suo Belgico. Kiel 1670
- Nomenclator Scriptorum in jura feudalia.
- Succinctae Annotationes in Capitulationem Leopoldi, Imp. Augusti.
- Programmata nonnulla Tubingensia et Kiloniensia. Kiel 1666
- Obseruatio medica de nouo contra Podagram remendio, et lapidis Lazuli vi electrica. 1677